# Linea 3 (metropolitana di Atene)
La linea 3 (in greco: Γραμμή 3) è una linea della metropolitana di Atene che attraversa da est a ovest il capoluogo ellenico. Composta da 27 stazioni, i suoi capolinea sono Dimotiko Theatro, al Pireo, e l'Aeroporto di Atene-Eleftherios Venizelos; esiste tuttavia una diramazione che conduce a Doukissis Plakentias, nel comune di Agia Paraskevi.
È stata inaugurata il 28 gennaio 2000 con la tratta Ethniki Amyna-Syntagma; l'ultima estensione è avvenuta nel 2022, con il prolungamento da Nikaia a Dimotiko Theatro. Durante i lavori per la costruzione di quest’ultima stazione è stata ritrovata una dimora risalente al IV secolo avanti Cristo e altri reperti archeologici.